# Steve Balboni
Stephen Charles Balboni (né le 16 janvier 1957 à Brockton, Massachusetts, États-Unis) est un ancien joueur de baseball.
Il évolue dans la Ligue majeure de baseball comme joueur de premier but et comme frappeur désigné chez les Yankees de New York de 1981 à 1983, les Royals de Kansas City de 1984 à 1988, puis à nouveau chez les Yankees en 1989 et 1990. Il revient ensuite dans le baseball majeur en 1993 mais pour seulement deux matchs joués chez les Rangers du Texas.
Frappeur de puissance sujet à de fréquents retraits sur des prises et à de basses moyennes au bâton, Steve Balboni se distingue avec 181 coups de circuit durant sa carrière, ce qui lui vaut le surnom « Bye Bye ». Il établit en 1985 le record d'équipe des Royals de Kansas City avec 36 circuits, éclipsant l'ancienne marque de 34 par John Mayberry en 1975. Ce record ne sera battu qu'en 2017 par Mike Moustakas. Pendant 32 saisons, il s'agit aussi du plus bas total de circuits pour un record d'équipe parmi les clubs du baseball majeur, tous sauf les Royals ayant au moins déjà compté un frappeur de 40 circuits en une saison,.
Balboni fait partie de l'équipe des Royals de Kansas City championne de la Série mondiale 1985. Il est acquis par les Royals des Yankees de New York en décembre 1983, lorsque Don Mattingly s'impose chez ces derniers devant Balboni comme joueur de premier but de l'équipe.
Après sa carrière de joueur, Balboni est recruteur, notamment pour les Giants de San Francisco.